# さ・え・ら書房
さ・え・ら書房（さえらしょぼう）は、東京都新宿区にある児童書籍専門の出版社である。
取り扱い書籍は主に学習関連本で、そのほか海外児童書籍翻訳本や環境図書の出版にも力を入れている。取り扱い書籍や販売流通形態などから書店よりも児童館や図書館などへの流通が多い。
創業者の浦城光郷（うらきみつさと、1909 - ?）は、1928年富山県の中学校を出て上京、白水社に就職、業務部長室長などを務め、信越北陸支部長の1943年、日本出版会へ徴用されて退社。戦後1948年、さ・え・ら書房を創設。なお、「さ・え・ら」とは、白水社がフランス文学関係の出版社だったため、フランス語で「ça et là （ここかしこ）」という意味をもつ。

## 沿革
- 1948年 - 8月15日、設立。初書籍「地球と生物の生いたち 化石のはなし」を出版。
- 1977年 - 3月、1974年に国際アンデルセン賞優良作品賞を受賞したオーレ・ロン・キアケゴー作「トッパーのえんぴつ」を訳出版。6月、1972年に同賞を受賞した同オーレ作の「かえる食いのオーラ」を訳出版。
- 1978年 - 「中国の古典文学」シリーズ全14巻が第25回産経児童出版文化賞大賞を受賞。12月、幼児向け絵本「ことばあそびえほん」シリーズを出版開始。
- 2001年 - 「絵で見る ある町の歴史」が第48回産経児童出版文化賞大賞を受賞。9月、2000年度カナダ総督文学賞を受賞したデボラ・エリス著「Xをさがして」を訳出版。
- 2003年 - 2月、2001年にゴールデンカイト賞オナー賞を受賞したパトリシア・ライリー・ギフ作「ノリー・ライアンの歌」を訳出版。
- 2003年 - 5月「自然と環境のえほん（全2冊）」が第50回産経児童出版文化賞JR賞を受賞。
- 2004年 - 4月、2003年にニューベリー賞オナー賞を受賞したパトリシア・ライリー・ギフ作「ホリス・ウッズの絵」を訳出版。
- 2008年 - 7月、2005年に少年韓国日報優秀賞、2006年に韓国出版文化大賞を受賞したキム・ヘウォン作「あまがえるさん、なぜなくの?」を訳出版。

## 主な出版物
- 「地球と生物の生いたち 化石のはなし」（著：直良信夫）
- 「自然と環境のえほん 森の中のフロイド」「自然と環境のえほん 町を行くフロイド」（作：マリー・メイイェル、絵：インゲラ・ペーテション、訳：とやままり）
- 「絵で見る ある町の歴史」（文：アン・ミラード、絵：スティーブ・ヌーン（英語版）、訳：松沢あさか、高岡メルヘンの会）
- 「ことばあそびえほん」シリーズ（文：谷川俊太郎、絵：白根美代子）
- 「男の子おことわり、魔女オンリー」シリーズ（著：トーマス・ブレツィナ、訳：松沢あさか）
- 「王立ユウレイ学校のなかまたち」シリーズ（作：アレクサンドラ・フィッシャー＝フーノルト、絵：ユーリア・ギンスバッハ、訳：松沢あさか）
- 「地球の未来とゴミ学習」シリーズ全3巻（著：服部美佐子）
- 「たのしい科学あそび」シリーズ全14巻
- 「中国の古典文学」シリーズ全14巻
- 「ぼくたちの研究室」シリーズ（著：勝見勝）